# Карл Густав Юнг
Карл Гу́став Юнг, або Карл Ґу́став Юнґ (нім. Carl Gustav Jung; 26 липня 1875 — 6 червня 1961) — швейцарський психоаналітик, психолог, філософ культури, родоначальник аналітичної психології.
Уперше запропонував ряд філософських концепцій: архетип, колективне несвідоме, комплекс, синхронічність. Значно поглибив і розширив уявлення про несвідоме. Нині широку популярність має його система психологічних типів (див. напр. Соціоніка, Інтроверсія — екстраверсія).
Вивчав медицину в університетах Базеля (1895—1900 роки) і Цюриха (1902 рік). З 1906 року був учнем і близьким соратником Зигмунда Фрейда. Однак у процесі практичної роботи з пацієнтами Юнг поступово розійшовся думками зі своїм учителем. 1913 року стосунки Фрейда з Юнгом зазнали кризи й закінчилися розривом. Надалі став учнем Ойгена Блейлера.
На думку Карла Юнга, несвідоме зовсім не є «темним океаном» пороків і плотських потягів, які були витіснені зі свідомості в процесі історичного розвитку людини; швидше, це — склад втрачених спогадів, а також апарат інтуїтивного сприйняття, який значно перевершує можливості свідомого мислення.

## Наукові погляди
Спочатку Юнг розвивав гіпотезу, згідно з якою мислення переважало над чуттям у чоловіків, а у середовищі жінок чуття, у порівнянні з мисленням, мало значно більший пріоритет. Згодом Юнг відмовився від цієї гіпотези.
Він заперечував ідеї, згідно з якими особистість повністю визначається її досвідом, навчанням і впливом оточення. Юнг вважав, що кожен індивід з'являється на світ із «цілісним особистісним ескізом, який потенційно представлений з самого народження», і що «оточення зовсім не дає можливості особистості нею стати, а лише виявляє те, що вже було в ній закладено», таким чином відмовившись від низки положень психоаналізу. Водночас Юнг виділяв декілька рівнів несвідомого: індивідуальне, сімейне, групове, національне, расове і колективне несвідоме, яке охоплює універсальні для всіх часів і культур архетипи. Юнг вважав, що існує певна спадкова структура психіки, яка розвивалася сотні тисяч років, яка змушує нас переживати й реалізовувати наш життєвий досвід цілком визначеним чином. І ця визначеність виражена в тому, що Юнг назвав архетипами, які впливають на наші думки, почуття, вчинки.
Відкриття К. Г. Юнга колективного несвідомого проливає світло для науковців XXI століття на структуру й модель пам'яті людини.

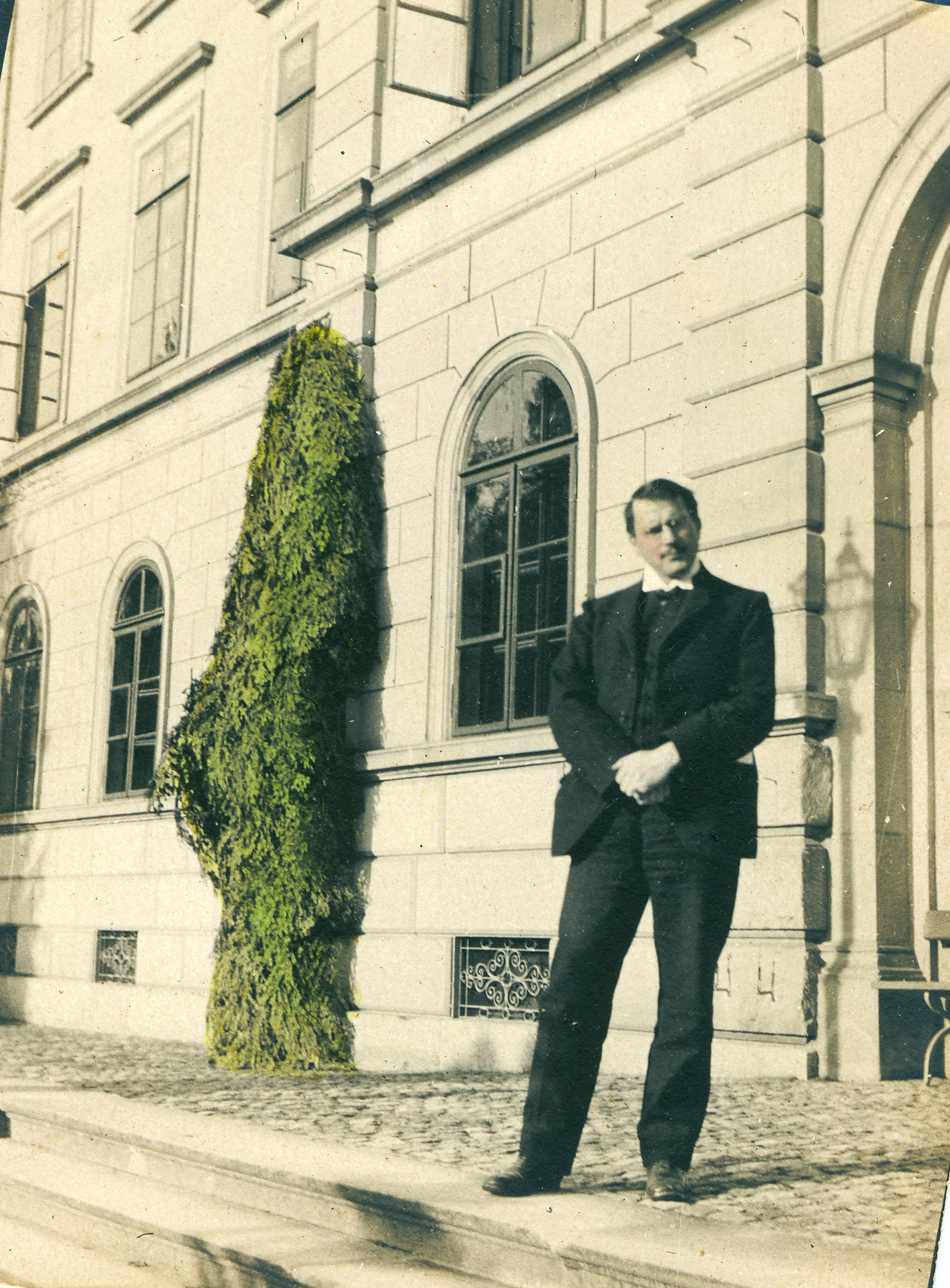
Карл Густав Юнг перед входом до психіатричної лікарні у Бурггельці (Burghölzi) в Цюриху

Юнг є автором асоціативного тесту, у ході якого піддослідному пропонують ряд слів і аналізують швидкість реакції при називанні вільних асоціацій до цих слів. Аналізуючи результати тестування людей, Юнг припустив, що деякі сфери досвіду в людини набувають автономного характеру й не підкоряються свідомому контролю. Ці емоційно заряджені частини досвіду Юнг назвав комплексами. В основі комплексу, як він припускав, завжди можна відшукати архетипне ядро.
Юнг припускав, що частина комплексів виникає внаслідок психотравматичних ситуацій. Як правило, це моральний конфлікт, що цілком витікає з неможливості повного включення сутності суб'єкта. Проте достеменно природа виникнення й розвитку комплексів невідома. Образно, травмувальні ситуації відколюють від его-комплексу шматочки, які заходять глибоко в підсвідомість і далі набувають деякої автономії. Згадування інформації, пов'язаної з комплексом, посилює захисні реакції, що заважають усвідомленню комплексу.
Комплекси намагаються проникнути у свідомість через сни, тілесні та поведінкові симптоми, відтінки стосунків, марення чи галюцинації в психозі, переважаючи наші свідомі наміри (свідому мотивацію). При неврозі межа, що розділяє свідоме й несвідоме, ще збережена, але підточена, що дозволяє комплексам нагадувати про своє існування, про глибокий мотиваційний розкол особистості.
Лікування за Юнгом відбувається шляхом інтеграції психологічних складових особистості, а не просто як опрацювання несвідомого за Фрейдом. Комплекси, що виникають як уламки після ударів психотравмувальних ситуацій, приносять не лише нічні жахи, хибні вчинки, забування необхідної інформації, але і є провідниками творчості. А отже, поєднати їх можна за допомогою арттерапії («активної уяви») — свого роду спільної діяльності між людиною та її рисами, несумісними з її свідомістю в інших формах діяльності.
Через різницю у змісті й тенденціях свідомого й несвідомого, їхнього кінцевого поєднання не відбувається. Замість цього з'являється «трансцендентна функція», що робить перехід від однієї установки до іншої органічно можливим без втрати несвідомого. Її поява є високо афективним явищем — набуттям нової установки.

## Цитати
Про німців та росіян
Німці проявляють особливу слабкість перед лицем цих демонів внаслідок своєї неймовірної сугестивності. Це виявляється в їхній любові до підпорядкування, в їхній безвольній покірності наказам, які теж є навіювання тільки в іншій формі. Це відповідає загальній психічній неповноцінності німців, наслідком їхнього невизначеного становища між Сходом і Заходом. Вони єдині на Заході, хто при загальному виході зі східної утроби націй найдовше залишилися зі своєю матір'ю. Врешті-решт вони відійшли, але прибули надто пізно, тоді як мужик взагалі не думав звільнитися. Тому німців глибоко мучить комплекс неповноцінності, який вони намагаються компенсувати манією величі.

## Юнг у кіно, літературі
Карл Густав Юнг стверджує, що міф — це форма колективної свідомості, міфологія виникає як родова свідомість, тобто людина в первісному світі існує як невіддільна частина роду. Людина не відрізняє себе від інших людей та від усього роду взагалі. Міф не є ілюзією або вигадкою, а історична необхідність. Міфи створюються не тільки для пояснення навколишнього світу, а й для того, щоб встановити з цим світом контакт.
Про Юнга була, зокрема, знята документальна стрічка «Дзеркало тіней» на базі монологу радянського психолога А. А. Брудного, що вийшла на Леннаучфільмі (режисер — Бакенбаєва Мерувет Сативалдиївна).
- Фільм «Небезпечний метод» (2011)